# Acraea supponina
Acraea supponina är en fjärilsart som beskrevs av Otto Staudinger 1896. Acraea supponina ingår i släktet Acraea och familjen praktfjärilar. Inga underarter finns listade i Catalogue of Life.